# Архитектура Таганрога
Архитектура Таганрога  формировалась на протяжении трёх веков и отличается большим разнообразием. Особенно богат город на архитектурные памятники дореволюционного времени. Здесь находится множество зданий разных стилей,  составляющих ансамбль интересных архитектурных решений и формирующих облик города. Особняк — дом Евгения Ивановича Шаронова (1912)  (архитектор Шехтель Ф. О.) и дом, в котором в 1860 году родился А. П. Чехов отнесены к объектам культурного наследия федерального значения.

## История
Строительство русских крепостей и оборонительных укреплений на Нижнем Дону и Приазовье началось в XVII веке с Азовских походов Петра Великого 1695-1696 годы. К этому времени Османская Империя имела здесь  крепости Азов и Лютик. Стремление русского государства иметь выход к Азовскому морю увенчалось в 1696 году взятием Петром I  Азова.  В последующие годы русские осваивали берег Таганрогского залива и дельту реки Дон.
В 1696 году по приказу Петра I началось строительство гавани и крепости на мысе Таганий Рог, строительство Троицкой крепости на месте нынешнего Таганрога. Троицкая крепость строилась в 1698-1711 годах впервые в русском градостроительстве по заранее разработанному плану. Дополнительно были возведены Павловская крепость в устье Миуса и крепость Черепаха на берегу Азовского моря. Возведение военных крепостей потребовало привлечения иностранных специалистов, таких как Боргсдорфа, Руэль, Симонт, Трузин и др.
- План крепости и гавани. Э.-Ф. Боргсдорф, 1698 г.
- План Таганрогской крепости и форштадта. Конец XVIII века
- План Таганрогской гавани и форта Черепаха, 1704 г.
- План Таганрогской крепости, 1820 г.

В 1712 году, после неудачного Прусского похода 1710 - 1712 годов, происходило разрушение города, его территория отошла к Турции. Были срыты земляные укрепления, разрушены имеющиеся строения.
Новое освоение территории Таганрога началось примерно через 50 лет. В это время проводилось восстановление Азовской и Троицкой крепостей, строительство военных объектов. До 1783 года Таганрог был основной базой военно-морских сил на юге государства.
В начале  XVIII века Таганрог был крупным для юга России населенным пунктом, местом, куда ссылали приговоренных к каторге. В  1702-1709 годах город строился под руководством архитектора О. Д. Старцева.  К 1709 году в городе были построены Троицкая церковь, ратуша, дворец Петра I, дом воеводы,  206 каменных и 162 деревянных дома для городской  администрации, церковных служащих, купцов, военнослужащих и моряков, каменные склады. Для городской застройки была характерна прямизна улиц, однотипность застройки, устройство  бульваров, замощение спуска к гавани. Население города к 1711 году достигло 8 тысяч человек.
С конца XVIII века и до середины XIX века Таганрог был крупным портом Приазовья. Центр Таганрога застраивался по проектам 1808 и 1824 годов. В городе существовала лучевая система улиц, отходящих от бывшей крепости.  В 1806 году в городе начали мостить улицы, благоустраивать набережную. В эти годы были построены здания, относящиеся ныне к памятникам архитектуры. К ним относится Дворец Алфераки, построенный в стиле русского ампира архитектором А. И. Штакеншнейдером; здание с восемью колоннами коринфского ордера, занимаемое в настоящее время факультетом иностранных языков педагогического института, здание Гостиного двора, построенное архитектором Кампиниони. Фасады зданий на улице Петровской д. 41-45 составили единую композицию. Современные улицы Таганрога украшают здания:  Дом Волкова-Реми, построенного архитектором А. Руском,  Александровский дворец, классическая гимназия на улице Октябрьской, Дом Рафаиловича на улице Фрунзе и др.
- Дворец Алфераки
- Дворец Александра I
- Здание факультета иностранных языков пед. института
- Здание городской управы на ул. Петровская
- Дом Волкова-Реми
- Дом Рафаиловича

В 1823 году для спуска к заливу была построена каменная лестница. Её особенностью явилось расширение ширины к низу, эта же  идея использовалась при строительстве в Одессе потёмкинской лестницы.
К настоящему времени в городе было утеряно много архитектурных памятников. К ним относятся  маяк, частично восстановленный шлагбаум,  Александро-Невский Иерусалимский греческий мужской монастырь,  Церковь Иоанна Предтечи, Церковь Константина и Елены, Церковь во имя Святого Архангела Михаила, Церковь Петра и Павла,  Троицкая церковь, Церковь Св. Митрофания, Часовня Палестинского общества, Греческая церковь, Католический мужской монастырь и многие другие.
- Греческая церковь
- Маяк в Таганроге
- Митрофаниевская церковь
- Александро-Невский Иерусалимский греческий мужской монастырь
- Шлагбаум
- Лестница в Таганроге

## Районы города
Город Таганрог разделен на несколько районов с разными застройками и своими архитектурными особенностями. В центральной части города располагается Администрация города, торговые комплексы, это район с архитектурными и историческими памятниками. Историческая часть застройки Таганрога обладает целостностью  архитектуры,  формирующейся как выдающимися памятниками архитектуры, так и рядовой застройкой в архитектурных формах классицизма и ампира.
В районе Нового вокзала располагается привокзальный рынок и станция «Таганрог-1». Границей района Нового вокзала является Бакинский мост. Западной границей является завод «Красный котельщик».
Восточнее от Нового вокзала находится микрорайон Новые дома со старинными двухэтажными дома, пятиэтажными «хрущевкам» и частным сектором.  Микрорайон  Михайловка на востоке города застроен частными домами.
Район Северный поселок является одним из самых крупных районов города. Он состоит из высотных зданий, «хрущевок» и частных домов. Посёлок Таганрогского металлургического завода застроен высотными домами и новостройками.
Западный микрорайон застроен многоэтажными домами. Район Русское поле занимает западную часть города. Это первый район города,  откуда началась застройка города пятиэтажными домами. Позже район стали заполнять более высотными зданиями.